# Kyōji Yamamoto
Kyōji Yamamoto (山本 恭司, Yamamoto Kyōji) (Matsue, Shimane, 23 de março de 1956) é um guitarrista, cantor, compositor e produtor musical japonês, que ganhou notoriedade por seu trabalho nas bandas de hard rock / heavy metal Bow Wow e Wild Flag.
Yamamoto é conhecido por ser um dos maiores guitarristas japoneses., sendo um dos primeiros guitarristas de hard rock a usar a técnica de tapping
Kyōji começou uma carreira solo em 1980, e desde então vem comumente aparecendo como convidado em vários trabalhos. Em 1986, o produtor Wilfried F. Rimensberger o convidou para participar do supergrupo Phenomena, tocando em seu segundo álbum.

## Discografia

### Carreira Solo

#### Álbums de Estúdio
- Horizon (1980)
- Guitar Man (1982)
- Electric Cinema (1982)
- Mind Arc (1998)
- Requiem (1999)
- Time (2005)
- "Time"〜悠久の時を越えて〜 (2006)
- The Life Album (2010)
- Voyager: The Essential Kyoji Yamamoto (2010, US release)
- Philosophy (2014)

#### Coletâneas
- Healing Collection 〜The Best Of Kyoji Yamamoto〜 (2008, CD & DVD)

#### DVDs
- "Time"〜悠久の時を越えて〜 (2006)
- 山本恭司ソロ・コンサート 〜July 21, 2007〜」 (2008)
- Free Style Jam (2015)

#### Como convidado
- Silver Stars – Ginsei Dan (1979)
- Heavy Metal Army – Heavy Metal Army (1981)
- Yuki Nakajima – The Prophecies (1982)
- Munetaka Higuchi – Destruction ~破壊凱旋録~ (1983)
- Lumina Hayase – 甘い暴力〜 Violence Cat (1983)
- Takanori Jinnai – All Through the Night (1984)
- Mari Hamada – Misty Lady (1984)